# Viola altaica
Viola altaica är en violväxtart. Viola altaica ingår i släktet violer, och familjen violväxter.

## Underarter
Arten delas in i följande underarter:
- V. a. altaica
- V. a. oreades